# Patricio Bunster
Patricio Bunster Briceño (Santiago, 19 de octubre de 1924-Santiago, 24 de septiembre de 2006) fue un bailarín, actor y activista político chileno.

## Biografía
Nacido en Santiago de Chile en 1924. Hijo de Otilia Briceño Vásquez (n. Quillota) y César Bunster Calderón (n. 5 de julio de 1894), tuvo cinco hermanos: Álvaro Bunster, Carmen Bunster y Ofelia Angélica Bunster Briceño; María Marcela, María Ximena y Mónica Bunster Burotto (las tres últimas del segundo matrimonio de su padre con Ginebra Burotto Collantes).
Estudió en el Instituto Nacional General José Miguel Carrera, siendo miembro fundador de la Academia de Letras Castellanas (AlCIN).Inició su carrera dancística con los maestros Ernst Uthoff, Lola Botka y Rudolph Pescht, fundadores de la escuela de danza en la Universidad de Chile. En 1951 formó parte del Ballet Jooss y actuó como solista de la compañía en su gira por Alemania, Suiza, Bélgica, Holanda, Inglaterra, Escocia e Irlanda. En dicha gira conoció a la bailarina Joan Turner con la que contrajo matrimonio en 1954, aunque tras el nacimiento de su hija Manuela se divorciaron. De regreso a Chile trabajó en el Ballet Nacional.
Desempeñó el cargo de profesor de las escuelas de Danza y de Teatro de la Universidad de Chile, donde fue director hasta 1973. Participó activamente en el movimiento de la reforma de esta institución educativa. Tras el golpe de Estado del 11 de septiembre de 1973 se debió asilar en la Embajada de Honduras en Santiago. Tras estar unos dos meses en el centro diplomático, partió al exilió junto al compositor Fernando García en el mismo avión. Vivió en la pretérita República Democrática Alemana, donde se integró a la enseñanza en la Palucca Schoule en Dresde. Regresó a Chile para crear, junto a su exesposa, a la bailarina y académica Joan Turner, el Centro de Danza Espiral para la formación de intérpretes, coreógrafos y profesores de danza.
Desempeñó, en sus últimos años de vida, el cargo de director de la Escuela de Danza de la Universidad Academia de Humanismo Cristiano y maestro de composición coreográfica.
Hasta el día de su muerte, Patricio Bunster fue miembro del Comité Central del Partido Comunista de Chile.

## Premios
- En 1984 fue nominado para el Premio Nacional de Arte.
- El 2004 recibió el Premio Altazor.
- En 2003 recibió un homenaje por parte de la Corporación Danza Chile.
- Recibió la orden al mérito Pablo Neruda que el Ministerio de Cultura le otorgó por su aportación a las artes.

## Películas
Ha trabajado como actor de reparto en diversas películas, entre ellas:
- Imagen latente
- La frontera
- Johnny cien pesos
- Chacotero sentimental
- Los náufragos
- Mi último hombre
- Valparaíso, mi amor
- Sub Terra, donde obtuvo el premio como mejor actor de cine chileno

## Reconocimientos
- La calle sur adyacente a la Plaza Brasil lleva su nombre, iniciativa en conmemoración de los 50 años del golpe militar.[3]